# Kronofogde
Denna artikel handlar om titeln kronofogde. Se Kronofogdemyndigheten för den nutida myndigheten.
Kronofogde är i Sverige en jurist med notariemeritering, som är anställd vid Kronofogdemyndigheten. En kronofogde granskar och stöder personal inom Kronofogdemyndigheten, som arbetar med operativ indrivningsverksamhet. Det var före 1917 ett personligt ämbete och är också sedan 1965 ett myndighetsämbete. 
Begreppet kronofogde kan i viss mån ha olika betydelser beroende på olika myndigheters historia:
- Före 1917 var kronofogde en ämbetsman med huvuduppgift att vara allmän åklagare (det vill säga inte särskilt tillsatt av Justitiekanslern, Justitieombudsmannen eller liknande). Han ansvarade och var chef för underlydande polisverksamhet och myndigheten ansvarade även för skatteuppbörd, utmätning och indrivningar.[1] Kronofogdens verksamhetsområde kallades fögderi. Han biträddes av kronolänsmän och samverkade med häradsskrivaren. Kronofogdeämbetet avskaffades 1917 och efterträddes som polischef och allmän åklagare av dels landsfiskalerna, dels landsfogden.[2] I städer fanns en motsvarighet i myndigheterna magistrat och stadsfogde.
- Från 1 januari 1965 var kronofogdarna chefer för 81 kronofogdemyndigheter[2] och sorterade under Riksskatteverket, senare Skatteverket. De var jurister anställda vid respektive myndigheter med ansvar för rättssäkerhet.
- Den 1 juli 2006 sammanslogs de då tio kronofogdemyndigheterna till en rikstäckande kronofogdemyndighet, fortfarande knuten till Skatteverket.
- Sedan 1 januari 2008 är Kronofogdemyndigheten (KFM) en egen myndighet med en rikskronofogde som chef. Kronofogdarna är på grund av de två senaste förändringarna inte längre myndighetschefer som tidigare, men har fortsatt ansvar för rättssäkerheten inom myndighetens verksamhetsområde. Befattningskrav för kronofogde är juristexamen och notariemeritering följt av en omkring ettårig internutbildning (som kronofogdeaspirant) vid kronofogdemyndigheten. Det operativa indrivningsarbetet utförs av exekutiva tjänstemän med tjänstetitlarna kronoinspektör eller kronokommissarie; kronofogden granskar deras arbete och ger dem stöd. Sammanlagt består mindre än 10 % av personalen vid kronofogdemyndigheterna av kronofogdar.

I Finland kallas liknande ämbete för häradsfogde, vilket också är en äldre svensk benämning för kronofogden.